# Brot für alle

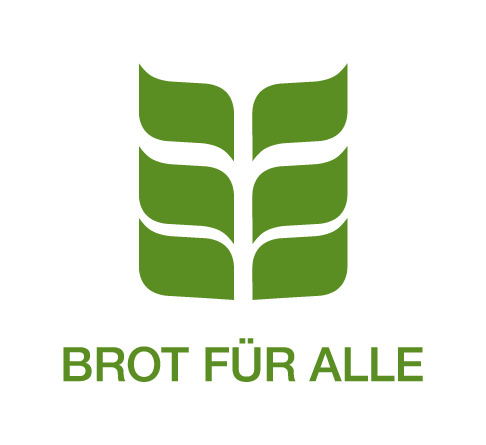
Logo «Brot für alle»

Brot für alle (bis 1990 Brot für Brüder) war eine Stiftung der Evangelisch-reformierten Kirche Schweiz (EKS) mit Sitz in Bern (bis 1995 Basel) und fungierte als Entwicklungsdienst der evangelisch-reformierten Kirchen der Schweiz. Die Stiftung unterstützte Entwicklungsprojekte und führte Sensibilisierungs- und Informationskampagnen zu Nord-Süd-Fragen durch. Ab 1. Januar 2022 ist Brot für alle integriert in die Stiftung Hilfswerk der Evangelisch-reformierten Kirche Schweiz  (HEKS).

## Aktivitäten
Die Stiftung gehörte zu den Mitbegründern der Fairtrade-Labels und -Initiativen Max Havelaar-Stiftung, claro fair trade, STEP, Clean Clothes Campaign sowie TerrEspoir. Sie war Mitglied der Klima-Allianz Schweiz und eine der Trägerorganisationen der Konzernverantwortungsinitiative.

## Ökumenische Kampagne
Der Wahlspruch «Niemand hungert, weil wir zuviel essen. Sondern weil wir zuwenig denken.» auf einem Plakat von 1969 markierte den Beginn der Ökumenischen Kampagne von Fastenopfer und der Stiftung. Ziel der jedes Jahr in der vorösterlichen Fastenzeit stattfindenden Kampagne war es, die Menschen im Norden für die Probleme und Anliegen im Süden zu sensibilisieren, Lernprozesse in Gang zu setzen, globale Zusammenhänge zu erschliessen und Handlungsmöglichkeiten für eine gerechtere Welt aufzuzeigen.
Mottos waren unter anderem:
- 2019: Gemeinsam für starke Frauen – gemeinsam für eine gerechte Welt
- 2018: Werde Teil des Wandels
- 2017: Geld gewonnen, Land zerronnen
- 2016: Wo Gold den Glanz verliert
- 2015: Weniger für uns. Genug für alle.
- 2014: Die Saat von heute ist das Brot von morgen.
- 2013: Ohne Land kein Brot.
- 2012: Mehr Gleichberechtigung heisst weniger Hunger.
- 2011: Bodenschätze und Menschenrechte.
- 2010: Stoppt den unfairen Handel.
- 2009: Weil das Recht auf Nahrung ein gutes Klima braucht.
- 2008: Damit das Recht auf Nahrung kein frommer Wunsch bleibt.
- 2007: Wir glauben. Arbeit muss menschenwürdig sein.
- 2006: Wir glauben. Menschenrechte fordern Einsatz.

## Geschichte
Die Ursprünge der Stiftung gehen auf eine 1961 durchgeführte Spendenaktion unter dem Namen Brot für Brüder zurück, die 1965 bis 1966 sowie 1969 bis 1970 wiederholt wurde. Die Spenden gingen an das Hilfswerk der Evangelischen Kirchen der Schweiz und die Evangelische Missionsgesellschaft (heute mission 21).
1970 gründete Brot für Brüder zusammen mit den Hilfswerken Swissaid und Fastenopfer eine entwicklungspolitische Arbeitsgemeinschaft, welcher 1971 Helvetas und 1992 Caritas Schweiz sowie 2003 das Hilfswerk der Evangelischen Kirchen der Schweiz beitraten. Seit 2005 heisst diese Arbeitsgemeinschaft Alliance Sud.
Beat Dietschy war von 2007 bis 2015 Zentralsekretär. Seit 2015 ist Bernard DuPasquier Geschäftsleiter.